# Alberto Rodríguez Saá
Alberto Rodríguez Saá (San Luis, 21 agosto 1949) è un politico argentino.
Ha ricoperto la carica di senatore dal 1983 al 1994 e dal 2000 al 2001; successivamente, nel 2003, è stato eletto Governatore della Provincia di San Luis, incarico che ha mantenuto fino al 2011.
Esponente del Partito Giustizialista, ha promosso la costituzione dell'alleanza Frente Justicia, Unión y Libertad, di Frente Es Posible e di Compromesso Federale. Si è candidato alle elezioni presidenziali del 2007 e a quelle del 2011, ottenendo, rispettivamente, il 7,6% e il 9% dei voti.
Nel 2015 è stato nuovamente eletto Governatore della Provincia di San Luis.

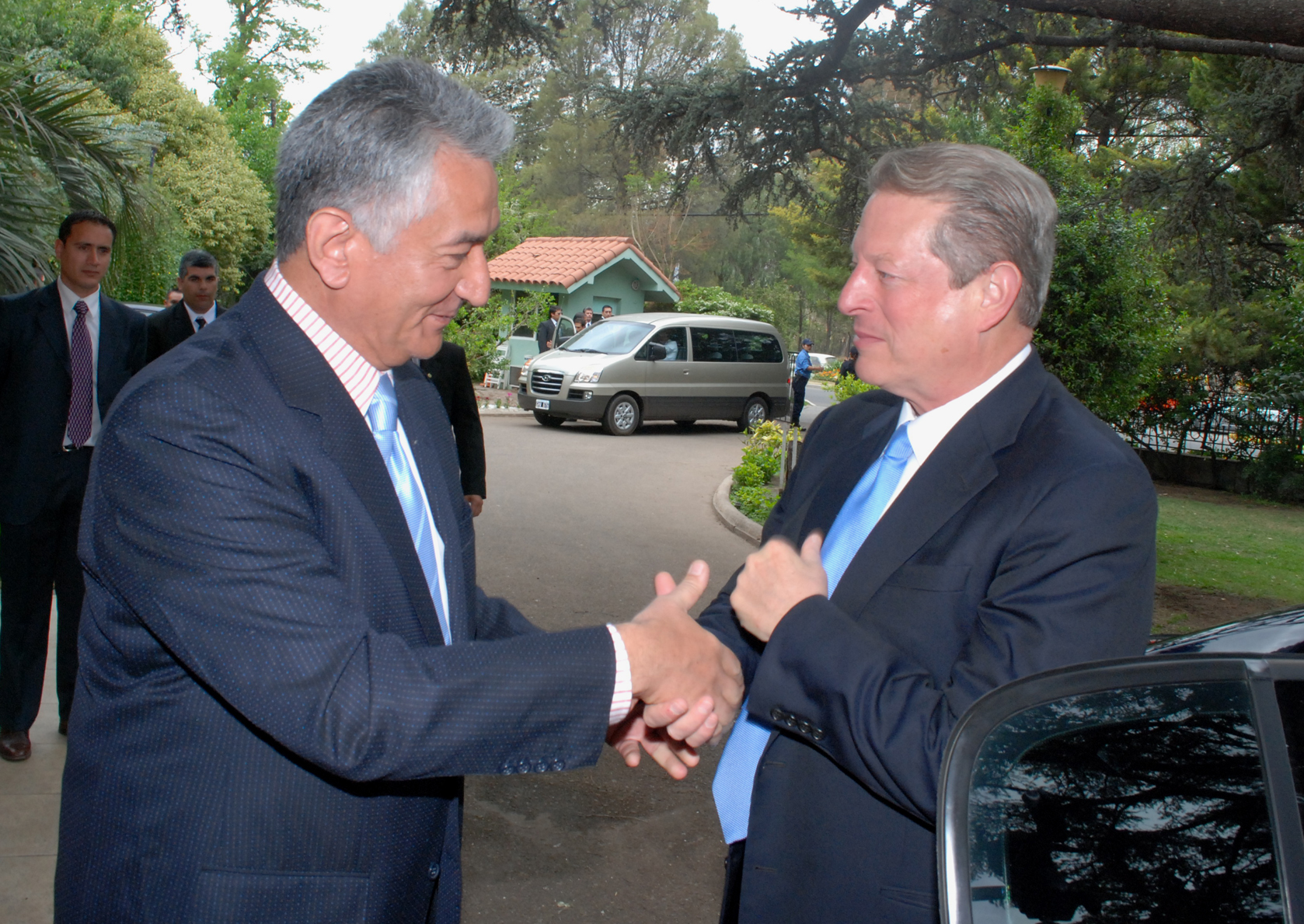
Alberto Rodríguez Saá (a sinistra) e Al Gore, novembre 2009.

## Famiglia
Il fratello Adolfo è stato governatore di San Luis dal 1983 al 2001 e presidente dell'Argentina per una sola settimana dal  23 dicembre 2001 al 31 dicembre 2001 durante la fase più acuta della crisi economica ed istituzionale che colpì il paese sudamericano in quell'anno.